# 平旺乡
平旺乡是中华人民共和国山西省大同市云冈区下辖的一个乡。

## 行政區劃
2001年，南郊区行政区划调整，原平旺乡、口泉乡的4个村合并，设立新的平旺乡。
2021年3月，撤销忻州窑街道、煤峪口街道，整建制并入平旺乡。以原忻州窑街道、原煤峪口街道、原平旺乡的行政区域为平旺乡的行政区域。
平旺乡下辖10个村
平旺村、拖皮村、王家园村、时庄村、马营村、三井村、煤峪口村、石岩庄村、忻州窑村和大北沟村。